# Capçada

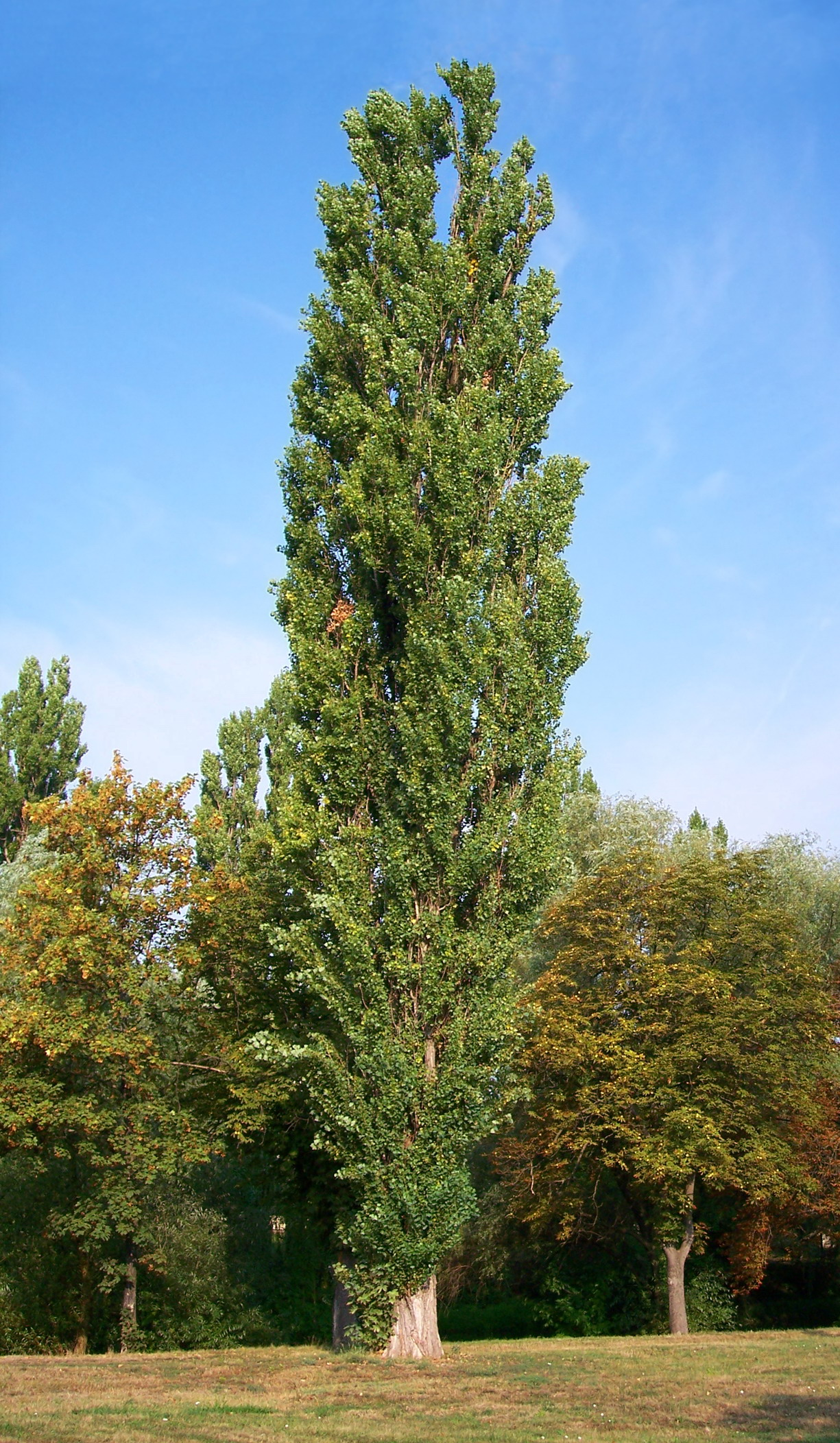
Capçada allargada d'un pollancre

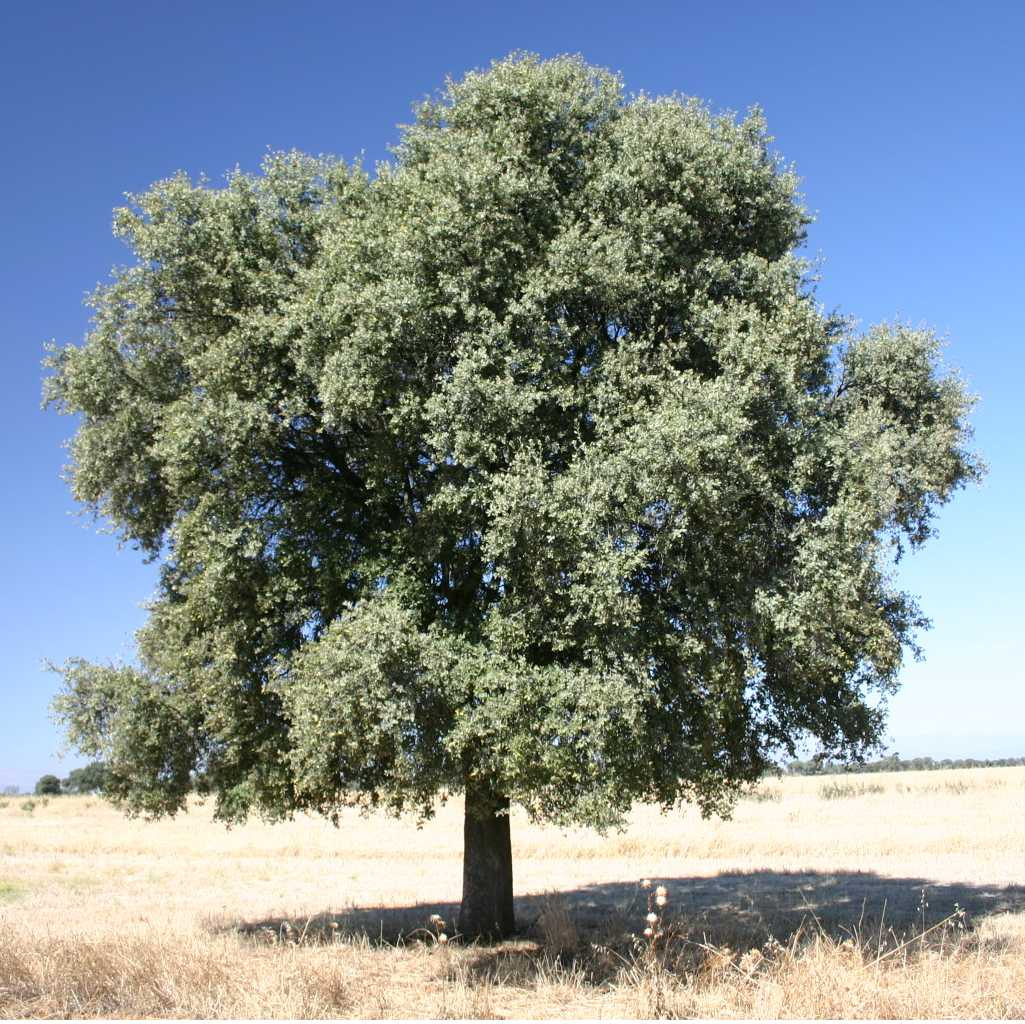
Capçada arrodonida d'una alzina

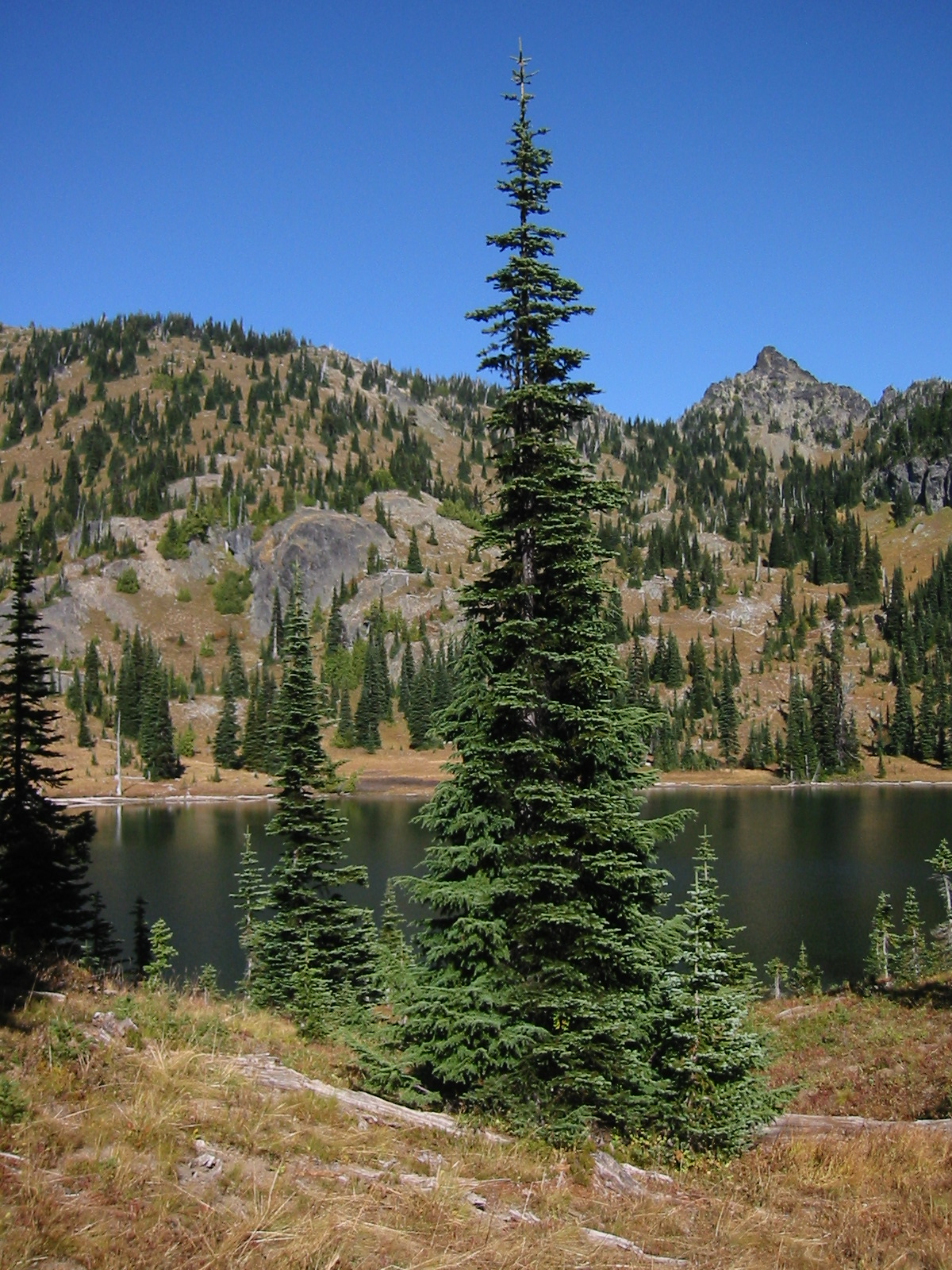
Capçada cònica d'un avet

La capçada, el cimall,la capça o la capçalada (i la cimalada, i ant. capcimal) és la part de l'arbre formada pel conjunt de les seues branques, amb fullatge o sense.
La forma i l'aspecte que presenti la capçada pot ésser un element a tindre en compte quan hom es posa a determinar un arbre. Es distingeixen les següents menes de capçada:
- Capçada allargada: pot ésser estretament allargada, com la del pollancre o la del xiprer dels cementiris que es troben normalment als Països Catalans (afuada), o amplament allargada, com la del faig (oval) o la de l'om (el·líptica, bastant irregular).

- Capçada arrodonida: com la de l'alzina, quan viu isolada. Aquesta forma es dona sovint, en alguns arbres, sobretot si creixen completament aïllats.

- Capçada cònica: amb branques ascendents, com en els pins, o bé amb branques descendents, com en l'avet.

Cal distingir, també, si les capçades comencen molt avall o molt amunt, en el tronc. Les iniciades a la part baixa del tronc poden originar una certa confusió en la identificació de l'espècie, perquè, en general, corresponen a arbres de poca alçària, molt sovint en estat arbustiu, com el boix, l'arç blanc, el ginebre, el càdec, etc.
La funció de la capçada és molt important per a l'economia de l'arbre pel fet que, essent la seua estructura interna igual que la del tronc, conté els vasos conductors que permeten la circulació dels sucs nutritius que han d'alimentar les cèl·lules de tot el vegetal.